# VFA-127
VFA-127, soprannominato "Royal Blues" dagli anni '60 al '80, e "Cyclons" dal 1981 in poi, fu uno Strike Fighter Squadron della United States Navy. Fondato come uno Squadrone d'Attacco chiamato VA-127 il 15 giugno 1962 presso il NAS Lemoore, in California, è stato rinominato VFA-127 il 1 marzo 1987 e dismesso il 23 marzo 1996.

## Storia
Prima di essere fondata come VA-127, l'unità ha operato come VA-126 Distaccamento Alfa con la missione di fornire strumenti di base e di aggiornamento per tutti i tempi e addestramento di transizione per i piloti sulla costa occidentale. Dopo essere stato ribattezzato VA-127, la sua missione principale divenne quella di fornire addestramento avanzato sugli strumenti a getto per tutte le stagioni per i piloti di sostituzione della flotta e addestramento di aggiornamento per i piloti di attacco con jet leggero. Una missione secondaria includeva la transizione del jet e l'addestramento di aggiornamento.
Il 1 ° giugno 1970, la missione dello squadrone è stata modificata quando è stato designato come l'unico squadrone A-4 Replacement Air Wing della Marina. La missione principale comprendeva l'addestramento del pilota per la sostituzione della flotta, l'addestramento di base e di aggiornamento per tutti gli strumenti del jet meteorologico e l'addestramento arruolato di sostituzione in entrambi i modelli di aeromobili TA-4 e A-4, oltre alla missione ausiliaria di fornire addestramento alla transizione dei jet. Il programma di volo comprendeva la consegna di armi (convenzionali e nucleari), contromisure elettroniche aviotrasportate, pratica di atterraggio a specchio sul campo, navigazione a basso livello, rifornimento aereo in volo, tattiche difensive e qualifiche del vettore (giorno e notte). Nel 1971 lo squadrone ampliò la sua formazione sull'A-4 includendo personale della Marina argentina; in precedenza aveva addestrato solo aviatori navali statunitensi. Nello stesso anno iniziò anche l'addestramento dei piloti del Singapore Air Defense Command.

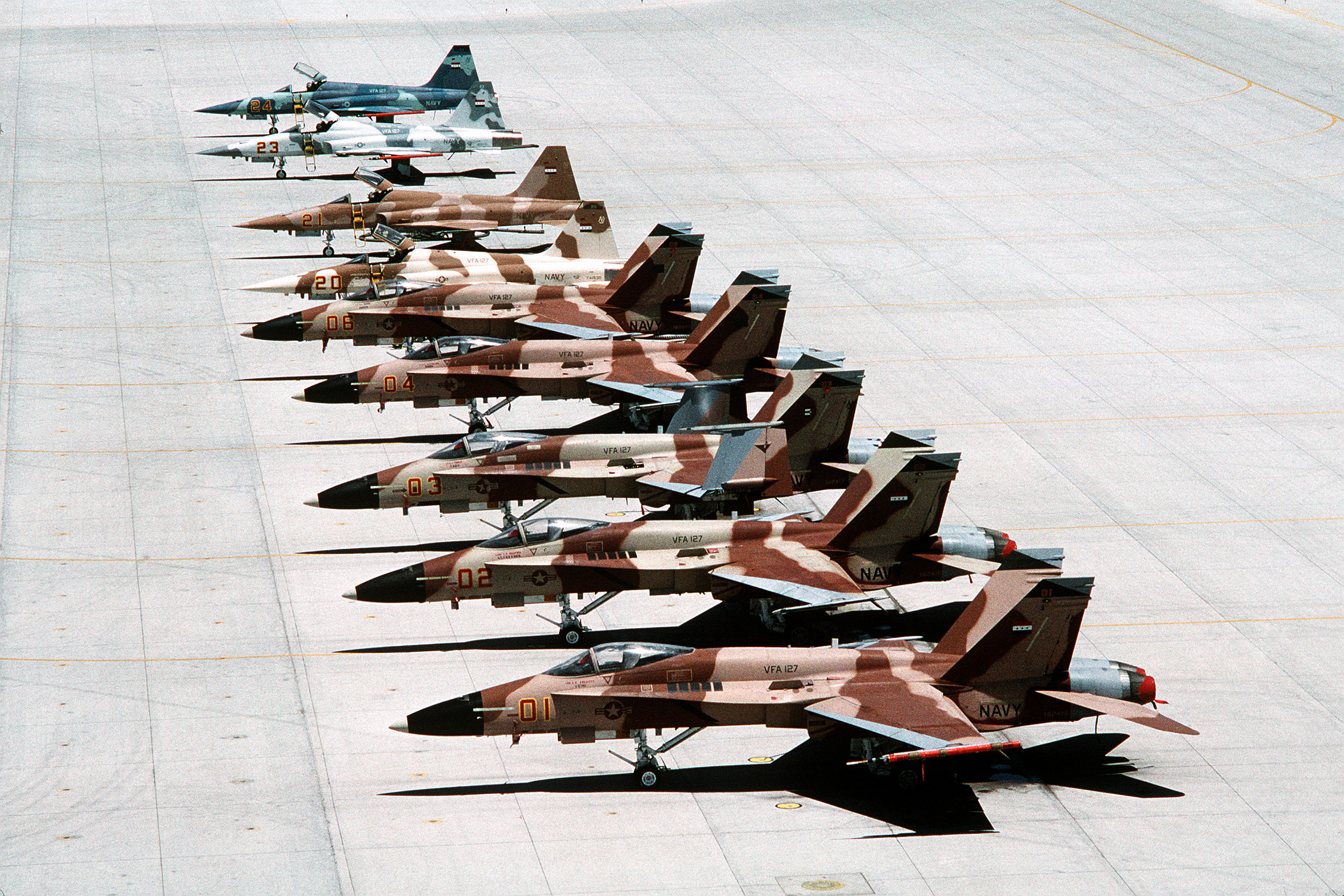
Dei F-5N e dei F/A-18 del VFA-127 a NAS Fallon, Nevada nel 1993

Nel 1975, la missione principale dello squadrone cambiò ancora una volta. La formazione del pilota per la sostituzione della flotta e il programma di manutenzione dell'aviazione per la sostituzione della flotta sono stati interrotti. Le nuove missioni dello squadrone includevano l'addestramento di base di aggiornamento per tutti gli strumenti a reazione meteorologica, l'addestramento dell'avversario alle manovre di combattimento aereo, l'addestramento di piloti stranieri e l'addestramento di transizione / aggiornamento dei jet. Nel novembre 1975, il CNO ha ufficialmente incaricato VA-127 con la missione di addestramento avversario di manovra di combattimento aereo (ACM). Il 1 ° ottobre 1983, la missione di addestramento strumentale dello squadrone fu abbandonata e la missione principale divenne il ruolo avversario (manovra di combattimento aereo dissimile).

## Aerei assegnati

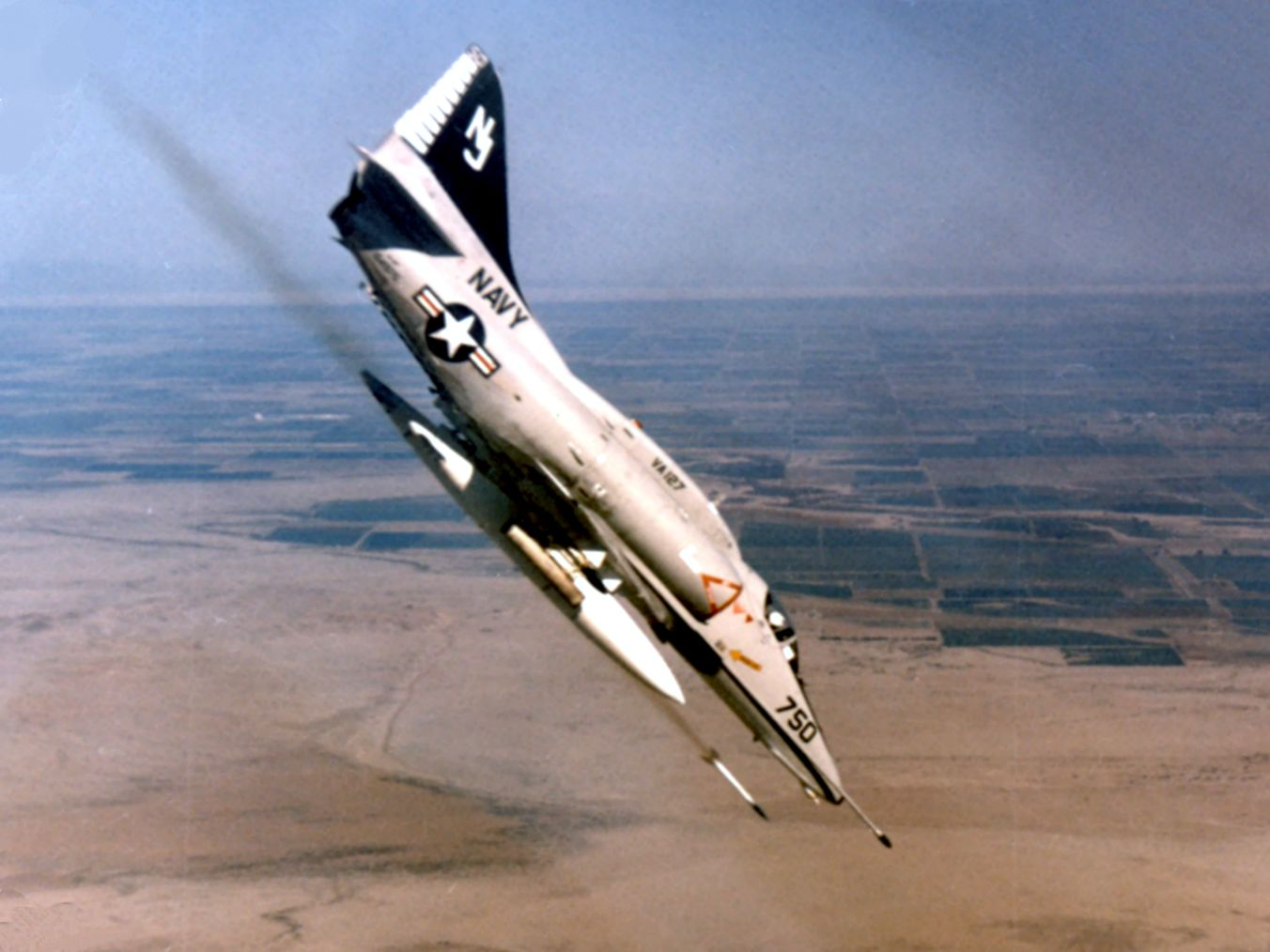
A-4F Skyhawk della VA-127 in picchiata

- Grumman F-9F-8T / TF-9J Cougar (1962)
- Douglas A-4 Skyhawk : TA-4F (1966), A-4F (1970), A-4E (1970) e TA-4J (1971)
- Northrop T-38B / QT-38A Talon (1987)
- Northrop F-5E / F Tiger II (1987)
- McDonnell Douglas F / A-18 Hornet (1992)